# Ogun (Plattenlabel)
Ogun ist ein britisches unabhängiges Schallplattenlabel, das britischen und südafrikanischen Avantgarde Jazz veröffentlicht. 
Das nach dem Voodoogott Ogun benannte Label wurde von Hazel und Harry Miller mit dem Toningenieur Keith Beal 1974 gegründet. Initialzündung war der Konzertmitschnitt von Chris McGregors erfolgreicher Brotherhood of Breath aus Willisau, der sich auf den etablierten Labels als nicht veröffentlichbar erwies. Das Label dokumentiert bis heute einerseits südafrikanische, mit der Londoner Szene verbundene Jazzmusiker wie Louis Moholo oder Pule Pheto, andererseits Projekte wichtiger Protagonisten eines zeitgenössischen Jazz aus Großbritannien wie Keith Tippett, Elton Dean oder Harry Beckett. Beispielsweise veröffentlichte Ogun die Arbeit des legendären Saxophontrion S-O-S von John Surman, Mike Osborne und Alan Skidmore, aber auch die Platte des Gesangsquartetts Voices mit Julie Tippetts, Maggie Nicols, Phil Minton und Brian Ely. Bei der Produktion einiger Platten war u. a. auch der Musikproduzent und -Promoter John Jack tätig, dessen Plattenlabel bzw. -Vertrieb Cadillac Records mit Ogun verbunden ist.
Nachdem das Label am Ende der 1980er ziemlich inaktiv war, wurde mittlerweile neben Neuerscheinungen auch der Back-up-Katalog weitgehend auf CD herausgebracht bzw. mittlerweile auch als Download via Bandcamp vertrieben. Das Label wurde von Hazel Miller gemeinsam mit John Jack geleitet und via Cadillac Music vertrieben.